# Slobozia-Dușca
Slobozia-Dușca è un comune della Moldavia situato nel distretto di Criuleni di 2 655 abitanti al censimento del 2004